# Homoeomma peruvianum
Homoeomma peruvianum là một loài nhện trong họ Theraphosidae.
Loài này thuộc chi Homoeomma. Homoeomma peruvianum được Ralph Vary Chamberlin miêu tả năm 1916.